# Castell de Caldes de Malavella
El Castell de Caldes de Malavella és una fortificació situada al nord-est del nucli urbà de Caldes de Malavella (Selva), dalt del puig conegut amb el nom de Sant Grau. És una obra declarada bé cultural d'interès nacional.

## Descripció
S'ha conservat un llenç de mur i tres torres circulars però no es conserven cap de les dependències internes del castell.

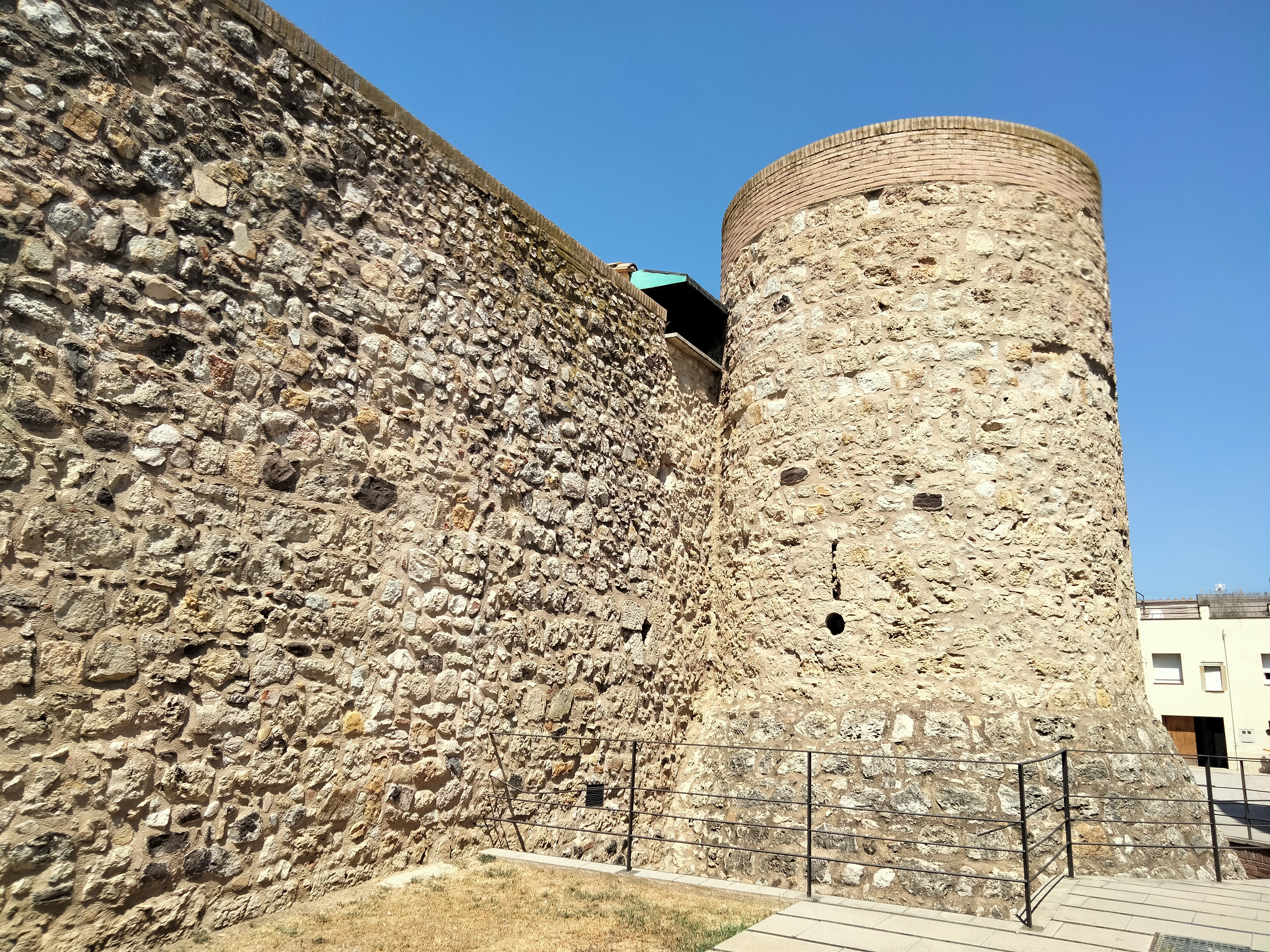
Llenç de muralla i torre central (A)

La torre A està situada al costat lateral dret de la Casa Rosa, actual Consell Comarcal. Te planta de ferradura, amb basament més ample de baix que de dalt. El parament és de filada amb verdugades de maó. Els carreus són rectangulars i segurament de pedra de granet de Caldes. Actualment està coberta de teula àrab i adossada a dos edificis segurament d'origen medieval, però que han estat molt modificats.

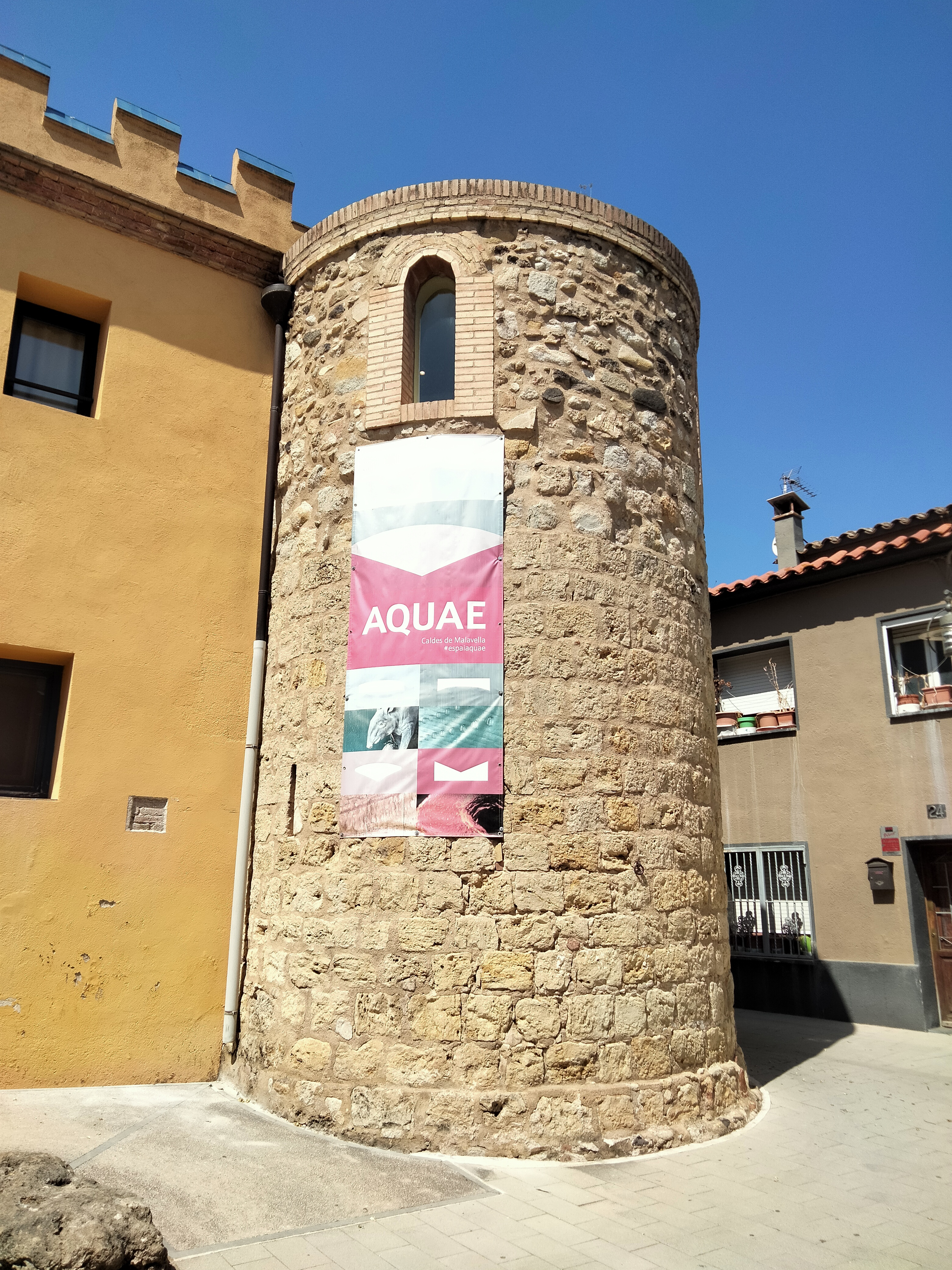
Torre nord (B), adossada a Ca la Romana

La torre B té planta semicircular, paredat de filada en la part inferior (que és la més antiga), amb un petit bassament més ample que la resta de la torre. Segons el tipus de carreus i de paredat es poden diferenciar dues etapes de construcció. La part superior més moderna, amb carreus de pedra de granet i basalt, de paredat rústic, amb tres finestres en arc de mig punt; els brancals dels arcs són de maó comú i la volta de maó pitxolí; els arcs són cecs. La torre queda rematada per una petita cornisa de maó. Està adossada a un edifici del s.XX.

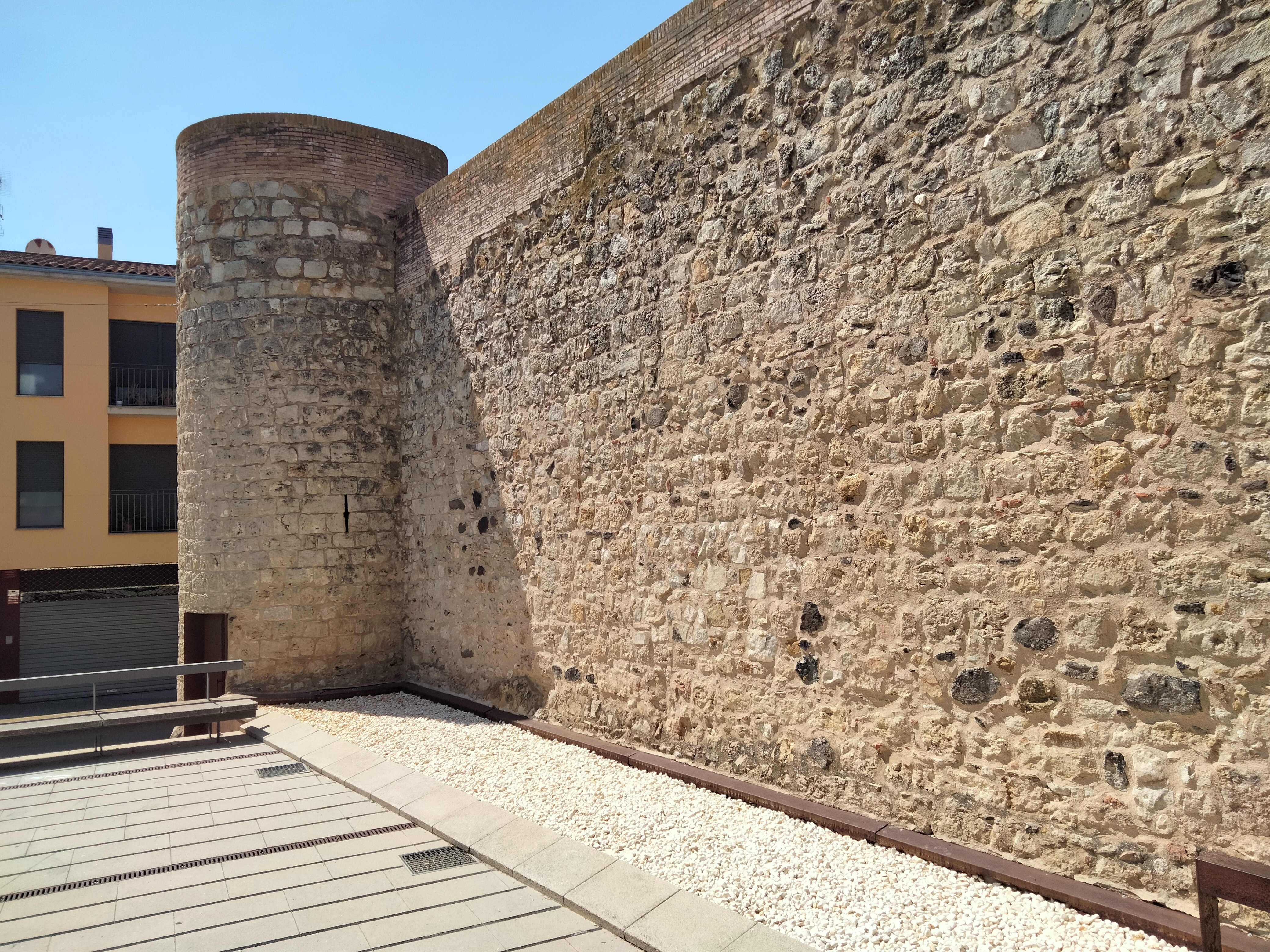
Torre sud (C) i llenç de muralla

La torre C està situada al N.E. de les Termes Romanes. Té planta semi-circular i està adossada a un angle de la muralla. Paredat de filada, fet amb pedres adobades en forma rectangular i col·locades en filada, això contrasta amb el paredat de la muralla que és rústic verdugat amb pedres bonyarrudes, de diferents mides, poc o gens adobades, i amb verdugat de pedra (cordó o faixa de pedres alineat, intercalat cada certs metres d'alçada i que dona un assentament més uniforme). Els carreus de la torre són rectagulars de granet de Caldes. La torre té un bassament esgraonat que dona suport al conjunt. És la torre més antiga, la datació se situa entre finals del segle xii i mitjan segle xiii, tot i que els seus fonaments podrien correspondre a l'època romana.
El pany de muralla, en direcció nord-sud, queda a la banda de llevant de les restes conservades del conjunt termal romà. Té uns 20 m de llargada. Presenta un parament irregular, amb abundant calç que tapa bona part de les pedres. Aquest fet, junt amb el cordó de pedres alineat, intercalat cada certs metres d'alçada i que dona un assentament més uniforme, fa pensar que el mur fou construït amb un sistema d'encofrat. La datació se situaria a partir del segle xiv.

## Història
L'any 1054 surt esmentat un "Castro Vetulo" que en un altre document de 1057 s'anomena "Castro quod dicunt Malavela". El primer document és una escriptura de donació feta per la comtessa Ermessenda (muller del comte Ramon Borrell) a Oldegold i a la seva muller Sabrosa, d'un terreny situat en el comtat de Girona, a la parròquia de Santa Maria i Sant Esteve de Caldes. L'afrontació occidental d'aquest terreny és l'esmentat "Castro Vetulo". El segon document és el jurament pel fet pel senescal Amat Elderic a la comtessa Almodis, muller de Ramon Berenguer I. La primera referència que tenim del castell de Caldes és de l'any 1183 en una sentència emesa pel sagristà de Girona Arnau Darnius on s'esmenta la carta forum de Calidis.

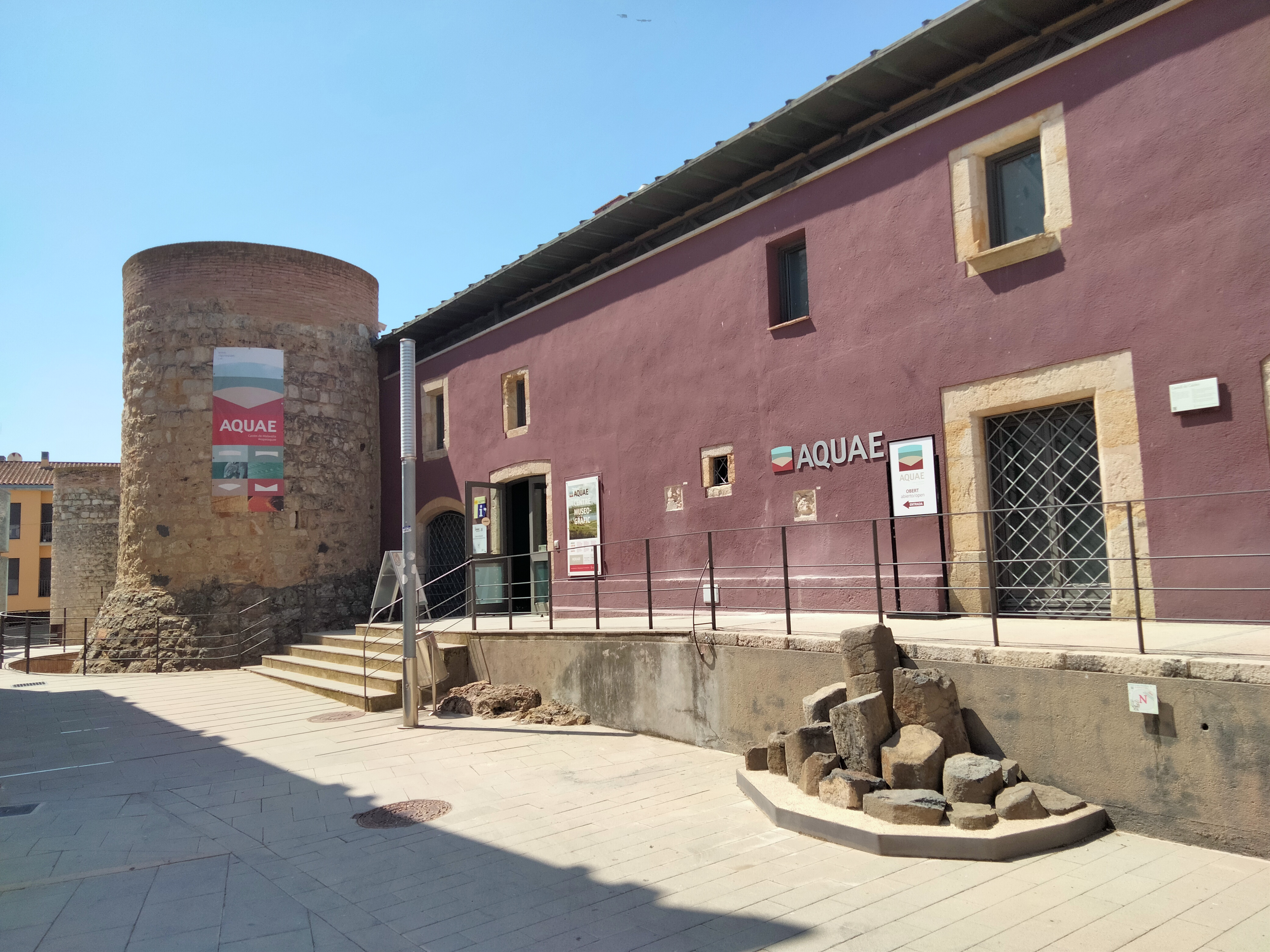
Edifici modern del castell, actual Espai Aquae, adossat a la torre central

Per altra banda, el 1225 trobem documentat el castell de "Malavetula". Ja al segle xiv tenim escrit el nom de la vila de Caldes amb la forma com la coneixem actualment: "Calidis de Malaveglia" (1309). Sembla que inicialment depenia del vescomtat de Cabrera, però a partir del 1240 el trobem lligat al castell de Llagostera, que era de domini reial com ho demostra el fet que el rei Jaume I concedís la Carta de franqueses de 1241 als homes de Llagostera i de Caldes. El 1375 Pere el Cerimoniós creà la baronia de Llagostera en favor de Gastó de Montcada i de Lloria, essent-hi inclòs el castell de Caldes i continuant-hi unit fins a la fi de l'antic règim al segle xviii. A la darreria del segle xix el castell fou enderrocat. L'any 1831, el castell pertanyia al duc de Medinaceli, com a Vescomte de Cabrera.